# Cryptokermes
Cryptokermes är ett släkte av insekter. Cryptokermes ingår i familjen pärlsköldlöss.
Kladogram enligt Catalogue of Life:
| Cryptokermes | \| \| Cryptokermes brasiliensis \| \| \| \| \| \| Cryptokermes mexicanus \| \| \| \| \| \| Cryptokermes mimosae \| \| \| \| |
|              | \| \| Cryptokermes brasiliensis \| \| \| \| \| \| Cryptokermes mexicanus \| \| \| \| \| \| Cryptokermes mimosae \| \| \| \| |
|              | Cryptokermes brasiliensis                                                                                                   |
|              | |
|              | Cryptokermes mexicanus |
|              | |
|              | Cryptokermes mimosae |
|              | |